# Max Romeo
Max Romeo, właśc. Maxwell Livingston Smith (ur. 22 listopada 1944 w Saint James na Jamajce, zm. 11 kwietnia 2025 tamże) – jamajski wokalista reggae i roots reggae. Do jego największych przebojów należą "Wet Dream" i "Chase the Devil".

## Życiorys
Romeo wyprowadził się z rodzinnego domu mając 14 lat. Kilka lat później, wygrawszy konkurs młodych talentów, przeniósł się do Kingston. W 1965 rozpoczął występy z zespołem The Emotions, który rok później wylansował swój pierwszy przebój, "(Buy You) A Rainbow". W roku 1968 Max Romeo zdecydował się na karierę na własny rachunek. Mimo początkowych niepowodzeń, udało mu się wydać przebojowy singel "Wet Dream". Nasycona seksualnymi treściami piosenka wzbudziła skandal obyczajowy, a jednocześnie stała się hitem, docierając do miejsca 10. na brytyjskiej liście sprzedaży. Jego kolejne przeboje także zawierały sygestywne teksty: "Belly Woman", "Wine Her Goosie" i "Mini-Skirt Vision". W 1969 roku wydany został jego pierwszy album, A Dream.
W 1970 Romeo założył na Jamajce własny sound system, Romax, który jednak nie spotkał się z powodzeniem. Jego druga płyta, Let the Power Fall, zawierała w większości utwory naładowane politycznie, sympatyzujące z Ludową Partią Narodową. W roku 1976 powstała płyta War ina Babylon, uważana za najważniejszą w dorobku Maxa Romeo, zawierająca utwór "Chase the Devil". Wydany rok później album Reconstruction, wyprodukowany przez samego muzyka, nie odniósł jednak dużego sukcesu. W 1978 Romeo współtworzył musical Reggae, w którym także wystąpił, a w 1981 próbował podbić amerykański rynek muzyczny krążkiem Holding Out My Love to You. Na początku lat 90. nagrał dwie płyty z Jah Shaką: Fari – Captain of My Ship (1992) oraz Our Rights (1995).

## Dyskografia
- 1969: A Dream
- 1971: Let the Power Fall
- 1975: Revelation Time
- 1976: War ina Babylon
- 1977: Reconstruction
- 1980: Rondos
- 1981: Holding Out My Love to You
- 1982: I Love My Music
- 1984: Max Romeo Meets Owen Gray at King Tubby's Studio
- 1984: Freedom Street
- 1985: One Horse Race
- 1989: Transition
- 1992: Fari – Captain of My Ship
- 1993: On the Beach
- 1994: The Cross or the Gun
- 1995: Our Rights
- 1998: Selassie I Forever
- 1999: Love Message
- 1999: Something Is Wrong
- 2001: In This Time
- 2004: A Little Time for Jah
- 2005: Crazy World of Dub
- 2006: Max Romeo Sings Hits of Bob Marley
- 2007: Pocomania Songs
- 2014: Father and Sons
- 2016: Horror Zone
- 2019: Words From The Brave